# جوزيف تاكر (سياسي)
جوزيف تاكر (بالإنجليزية: Joseph Tucker)‏ هو سياسي أمريكي، ولد في 21 أغسطس 1832 في لينوكس في الولايات المتحدة، وتوفي في 28 نوفمبر 1907 في بيتسفيلد في الولايات المتحدة. حزبياً، نشط في الحزب الجمهوري.